# Roy Schuiten
Pour les articles homonymes, voir Schuiten.
Roy Schuiten, (né le 16 décembre 1950 à Zandvoort aux Pays-Bas et mort le 19 septembre 2006 au Portugal), est un coureur cycliste néerlandais.

## Biographie
Professionnel de 1974 à 1982, ce grand rouleur d'un mètre 85 pour 76 kilos est notamment champion du monde de poursuite en 1974 et 1975, vainqueur du Grand Prix des Nations les mêmes années et du Trophée Baracchi (avec l'Italien Francesco Moser) en 1974.
Il s’installe au Portugal après avoir pris sa retraite sportive et devient propriétaire d’un restaurant[réf. souhaitée]. Il meurt à son domicile le 19 septembre 2006.

## Palmarès sur route

### Palmarès amateur
- 1971
  -  Champion des Pays-Bas des militaires sur route
  - Champion de Hollande-Septentrionale
- 1972
  - Tour de Zélande centrale
  - 3e du Grand Prix des Nations amateurs
- 1973
  -  Champion des Pays-Bas sur route amateurs
  - 3e du Ronde van Oud-Vossemeer
- 1974
  - Champion de Hollande-Septentrionale
  - Milk Race :
    - Classement général
    - Prologue, 9e et 10e étapes

  - Olympia's Tour :
    - Classement général
    - 7eb étape (contre-la-montre)

  - 3e de Gand-Wevelgem amateurs

### Palmarès professionnel
| - 1974 - Étoile des Espoirs : - Classement général - 2ea et 2eb (contre-la-montre) étapes - Grand Prix des Nations - Trophée Baracchi (avec Francesco Moser) - 1975 - Tour d'Indre-et-Loire : - Classement général - 2eb étape (contre-la-montre) - Grand Prix de Francfort - Grand Prix des Nations - 4e étape de l'Étoile des Espoirs (contre-la-montre) - Grand Prix de Lugano (contre-la-montre) - 2e du Circuit des frontières - 2e du Prix de Saint-Amands - 4e des Quatre Jours de Dunkerque - 1976 - Tour méditerranéen : - Classement général - 1re et 2eb (contre-la-montre) étapes - Grand Prix d'Aix-en-Provence - 6eb étape du Critérium du Dauphiné libéré (contre-la-montre) - Grand Prix du canton d'Argovie - 2e du Grand Prix des Nations - 2e du Trophée Baracchi (avec Francesco Moser) - 3e du Tour d'Indre-et-Loire - 8e de l'Amstel Gold Race | - 1977 - 5ea étape de Paris-Nice - 5eb étape des Quatre Jours de Dunkerque (contre-la-montre) - 3e du Tour de l'Aude - 1978 - 3e étape de la Ruota d'Oro (contre-la-montre) - Trophée Baracchi (avec Knut Knudsen) - 2e du Grand Prix de Forli - 1979 - Grand Prix de Forli - 4e du Grand Prix des Nations - 1981 - 5e étape de Tirreno-Adriatico (contre-la-montre) - 1982 - Challenge del Azahar : - Classement général - Prologue |

### Résultats dans les grands tours

#### Tour de France
2 participations 
- 1976 : abandon (10e étape)
- 1977 : hors délais (17e étape)

#### Tour d'Italie
5 participations 
- 1978 : 44e
- 1979 : 33e
- 1980 : 81e
- 1981 : 90e
- 1982 : 87e

#### Tour d'Espagne
1 participation 
- 1982 : 32e

## Palmarès sur piste

### Jeux olympiques
- Munich 1972
  - 5e de la poursuite

### Championnats du monde
| - Varèse 1971 - Éliminé lors de la poursuite amateurs - Saint Sébastien 1973 - Médaillé de bronze de la poursuite par équipes amateurs - Éliminé lors de la poursuite amateurs - Montréal 1974 - Champion du monde de poursuite - Rocourt 1975 - Champion du monde de poursuite | - Monteroni 1976 - Médaillé d'argent de la poursuite - Munich 1978 - Médaillé d'argent de la poursuite - Amsterdam 1979 - 5e de la poursuite - Brno 1981 - 4e de la poursuite |

### Championnats du monde militaires
- 1972
  -  Médaillé d'argent de la poursuite
  -  Médaillé d'argent de la poursuite par équipes

### Six jours
- Six jours de Berlin : 1974 (avec René Pijnen)

### Championnats d'Europe
- 1975
  -  Médaillé de bronze de l'omnium
  -  Médaillé de bronze de l'américaine

### Championnats nationaux
- Champion des Pays-Bas de poursuite amateurs : 1972 et 1973
- Champion des Pays-Bas de poursuite : 1974, 1975, 1976, 1977, 1978 et 1980
- Champion des Pays-Bas des 50 km : 1975
- Champion des Pays-Bas de l'omnium : 1975

### Record du monde
- Record du monde du 4 km en 4 min 53,52 s : 1972

## Distinctions
- Cycliste néerlandais de l'année : 1974